# Budne, Ohtîrka
Budne (în ucraineană Будне) este un sat în comuna Stara Ivanivka din raionul Ohtîrka, regiunea Sumî, Ucraina.

## Demografie
Componența lingvistică a localității Budne
     Ucraineană (95,15%)
     Rusă (3,88%)
Conform recensământului din 2001, majoritatea populației localității Budne era vorbitoare de ucraineană (95,15%), existând în minoritate și vorbitori de rusă (3,88%).